# Christen Friis Rottbøll
Christen Friis Rottbøll (Holbæk, 3 de março de 1727 — Copenhagen, 15 de junho  de 1797) foi um médico e botânico, aluno de Carolus Linnaeus, que se destacou como um dos pioneiros da sistemática.

## Biografia
Rottbøll nasceu na propriedade Hørbygaard em Holbæk, filho de Christen Michelsen Rottbøll (falecido em 1729) e de Margrethe Cathrine Friis. O seu pai era o administrador da propriedade, mas morreu em 1729. A sua mãe casou-se pela segunda vez com o administrador de Hagestedgaard Ole Nielsen Faxøe.
Rottbøll estudou na Universidade de Copenhaga, primeiro teologia, depois medicina, na qual obteve o seu doutoramento em 1755 (com a tese De morbis deuteropathicis seu Sympathier). Em seguida, viajou pela Europa entre 1757 e 1761 para aprofundar os seus estudos de medicina, química e botânica, esta última na Universidade de Uppsala com Carl Linnaeus.

A partir de 1761, foi executivo do Jardim Botânico em Copenhaga, e sucedeu a Georg Christian Oeder como seu diretor em 1770. Foi nomeado professor da cátedra de Medicina em 1776 e recebeu o título de conselheiro real (konferensråd) em 1784.
Como médico, estudou a varíola e reformou o programa de vacinação que vigorava em Copenhaga desde 1755. Aboliu o pré e pós-tratamento e, em vez disso, aconselhou o enfraquecimento sistemático do inóculo antes da aplicação.
Como botânico, Rottbøll elaborou a primeira lista completa da flora da Gronelândia, Baseado na coleção de missionários, como por exemplo Paul Egede, publicou descrições de plantas da Tharangambadi (as colónias dinamarquesas na Índia) colectadas por Johann Gerhard König, e também das plantas de Suriname colectadas por Daniel Rolander.
Correspondendo-se com Lorenz Praetorius (1708-1781) da Igreja Morávia dinamarquesa, Rottbøll também solicitou a recolha de espécimes de plantas em 1766 pelos morávios na América do Norte.
Rottbøll deu o nome do género Rolandra (Asteraceae) em homenagem a Daniel Rolander e do género Kyllinga (Cyperaceae) em homenagem a Peder Kylling. Carolus Linnaeus, filho deu o seu nome ao género Rottboellia (Poaceae).
Rottbøll casou três vezes. A sua primeira mulher foi Ursula Schnabel (1732-1767), filha do reitor Bernhard Schnabel (1691-1754) e de Sophie Rasmusdatter (1700-52). Casaram em 10 de maio de 1762 em Roskilde. A sua segunda mulher foi Johanne Elisabeth Mangor (1740-1771), filha do farmacêutico Christopher Heerfordt Mangor (1704-1782) e de Anna Saur (c. 1715-1783). Casaram em 18 de maio de 1768 na Igreja Trinitatis, em Copenhaga. A sua terceira mulher foi Catharina Hedvig Wohlert (1750-1811), filha do torneiro Daniel Jacob Wohlert. Casaram em 29 de setembro de 1777 em Schleswig.